# Геолошка служба у функцији система цивилне одбране
Геолошки завод Србије, као посебна организација, са својством правног лица обавља основна геолошка истраживања и друга геолошка истраживања, као и послове примењених геолошких истраживања од важности за Републику Србију.

## Историјат и генеза Геолошке службе у Србији

### Геолошки институт Краљевине Југославије
У периоду од 1931-1941. године Институт је задужен да предвиђеним научним методама врши проучаванје тла, површинског земљишта и дубљих делова Земље, минералног блага и подземних вода. Током Другог светског рата ГИКЈ потпада под управу Немачке команде и нема никакве издавачке делатности.
Године 1946. Институт добија нов назив „Научно истраживачки институт Министарства рударства“ а већ 1948. године Институт постаје „Савезни геолошки завод“.
Године 1951. прикључује се Завод за геофизичка испитивања ФНРЈ, постаје Завод за геолошка и геофизичка истраживања „ГЕОЗАВОД“.
Године 1954. Геозавод постаје водећа геолошка кућа у Југославији, као и изван граница Југославије. У Геозаводу ради 102 геолога, геофизичара и хемичара и 72 техничара са низом лабораторија. 1959. године у Геозавод се прикључује Геолошки институт САНУ „Јован Жујовић“. Са 1100 геолога, геофизичара, хемичара и техничара, сврстава се у ред водећих Европских државних институција. Завод ради Државни пројекат израда Основне геолошке карте Југославије и бави се битним истраживањима угља, метала и неметала.
Наредних десетак година Завод интензивно изводи геолошка истраживања ван Југославије: Турска, Либија, Замбија, Етијопија, Пакистан, Јордан, Уганда, Индонезија, Тунис, Мароко, Судан, Гвинеја, Ирак, Иран, Нигерија, Сирија, Мозамбик, Алжир, Венецуела.
Како би се показао тадашњи значај и интензитет рада Завода, довољан је податак да је до 1974. год Завод обавио размену са 250 иностраних геолошких научних институција.
Златно доба Геозавода смењује фаза Самоуправног колапса Геозавода. Самоуправни концепт је извео научну и стручну дезинтеграцију.Између 1973-1981. године важи епоха технолошког разарања геолошких истраживања и колапса Геозавода, чиме су озбиљно нарушени принципи орзанизованог научног и стручног рада Геозавода.
Технички добро опремљен после 28 година издваја се Геофизички институт. Њиховим примером следе остали као што су Неметали (Геозавод – неметали). Издвајањем неметала озбиљно је нарушен технолошки интегритет основних геолошких истраживања и проспекције минералних истраживања у Србији. Затим се формирају се још два института Геолошки институт и Институт за хидрогеолошка и геотехничка истраживања.
Период распада Југославије и изолације учинио је катастрофу за све, посебно за научну делатност. Без контакта са светом, без увида у нова достигнућа Геозавод је једва преживљавао.

### Геоинститут
Године 1948. Одлуком Владе ФНРЈ основан је Геоинститут са циљем проналажење и развој нуклеарних минералних сировина у Југославији.
Од 1948-1955. године био је период самосталног развоја научно-истраживачког кадра у области нуклеарне геологије и веома слабог протока информација из области познавања нуклеарне геологије. До 1955. године истражен је већи број локација нуклеарних сировина.
Године 1955, и 1958. године одржана је Прва и Друга међународна конференција о примени нуклеарне енергије у мирнодопске сврхе. Тиме отпочиње сарадња и проток информација из области нуклеарне геологије.
Преко Међународне агенције за атомску енергију Југославија је обезбедила приступ за усавршавање кадрова у земљама са развијеном нуклеарном технологијом (СССР, САД, Француска, Канада).
До 1960. године Геоинститут је кадровски и лабораторијски знатно ојачан, постаје водећа институција за проучавање и истраживање нуклеасне геологије у региону. Изводе се комплексне студије, обављају се сложена теренска и лабораторијска проучавања гранита, пегматита, вулканита, пермских кластита и терцијарних седимената. Једном речју развија се Металогенија урана Југославије. Истражена су лежишта у којима је садртжај урана у границама садржаја билансних руда у свету.
Геоинститут се укључује у истраживање осталих, првенствено металичних минералних сировина и истраживање и проучавање ретких расејаних елемената.
Геоинститут се оријентише на израду геолошке карте Југославије, као и израду елабората лежишта минералних сировина, а излазак на инострано тржиште означава важну етапу у истраживању чиме је Геоинститут стекао веома високе референце.
У периоду између 1973-1977. године Геоинститут прави продор на тржиште Либије на изради геолошке карте и истраживање нуклеарних сировина („Гат И“). 1977. године Геоинститут изводи истраживања антимона у централном Мароку.У периоду од 1979-1984 Геоинститут развија нов програм у Либији („Гат II“) на коме паралелно ради и Геолошку карту.
У току извођења ових пројеката Геоинститут добија понуде за геолошка истраживања од стране Омана, Северног и јужног Јемена, Аргентине. Тиме Међународна активност Геоинститута није исцрпљена. Она се даље наставља кроз размену студијских боравака истраживача са Француском, Румунија, Бугарска, Пољска, Чехословачка, Канада и са Швајцарском.
Распад бивше Југославије, ратна збивања и увођење санкција Савета безбедности ОУН, привреда Југославије запада у константну кризу. Геонститут убрзо губи пројекте на простору ван Србије.
Године 1993. Геоинститут се региструје као Научно-истраживачка установа.
Године 1994. реформе економског система доносе известан напредак, али веома слаба ликвидност у Систему не доноси стварању бољих резултата.

### Уједињење
8.12.2005. године, Влада Р.Србије доноси одлуку о спајању 5 организационих јединица:Геозавод, Геозавод- ИМС, Геозавод-неметали, Геозавод –гемини, Геозавод инжењеринг као и ниу „геоинститут“. Решењем Трговинског суда од 02.02.2006 формиран је Геоинститут. На основу Закона о рударству и геолошким истраживањима –чл.167 основан је Геолошки завод Србије.

## Функционисање Геолошког завода Србије
Правилником о унутрашњем уређењу и систематизацији радних места у Геолошком заводу Србије из 2017. године уређује се унутрашње уређење Геолошког завода Србије, унутрашње јединице, њихов делокруг и међусобни однос; руковођење унутрашњим јединицама; овлашћења и одговорности руководилаца унутрашњих јединица; начин сарадње органа са другим органима и организацијама; број државних службеника на положају и опис њихових послова; број радних места по сваком звању (за државне службенике) и свакој врсти (за намештенике); називи радних места; описи послова радних места и звања, односно врсте у која су радна места разврстана; потребан број државних службеника и намештеника за свако радно место и услови за запослење на сваком радном месту.
За обављање послова из законом утврђеног делокруга Завода образоване су се следеће основне унутрашње јединице:
- Сектор за општу геологију;
- Сектор за истраживање лежишта минералних сировина;
- Сектор за геотехнику и хидрогеологију;
- Сектор за опште, правне и економске послове.

У Заводу су, као уже унутрашње јединице изван састава Сектора, образоване:
1. Група за информациону подршку,
2. Група за за техничку оперативу и администрацију возног парка;

Самостални извршиоци изван свих унутрашњих јединица обављају послове:
1. Интерне ревизије;
2. Међународне сарадње.

Број систематизованих радних места у Геолошком заводу Србије је 85, са укупно 164 извршиоца, од тога 6 положаја, 139 државних службеника и 19 намештеника.

### Опис надлежности, обавеза и овлашћења завода:
Делокруг Геолошког завода Србије утврђен је Законом о рударству и геолошким истраживањима. Геолошки завод Србије, као посебна организација, са својством правног лица обавља основна геолошка истраживања и друга геолошка истраживања, као и послове примењених геолошких истраживања од важности за Републику Србију. Основна геолошка истраживања се изводе у циљу: проучавања развоја, састава и грађе земљине коре; проналажења минералних ресурса, ресурса подземних вода и геотермалних ресурса и њихових иницијалних проучавања; вредновања укупних потенцијала геолошке средине као простора за потребе просторног и урбанистичког планирања и утврђивања подобности за изградњу објеката; утврђивања и елиминације штетних утицаја природних и техногених процеса на геолошку и животну средину. Делатност Геолошког завода Србије утврђена је Дугорочним програмом развоја основних геолошких истраживања који обухвата стратешке приоритете и дугорочне циљеве извођења основних геолошких истраживања, а реализује се на основу годишњег програма извођења основних геолошких истраживања.
Као основни задаци су утврђени:
1. основна геолошка истраживања за израду геолошких карата:

Циљ израде ГК Србије је проучавање и решавање геолошке грађе творевина заступљених на територији Републике Србије и њен приказ у графичком (Геолошка карта) и текстуалном облику (Тумач).
1. основна истраживања геолошких ресурса у области хидрогеолошких, инжењерскогеолошких  истраживања, истраживања металичних, неметаличних и енергетских минералних ресурса:

Извођење основних хидрогеолошких истраживања има за циљ израду Основне хидрогеолошке карте Републике Србије размере 1:100.000, утврђивање стања, потенцијала и могућности коришћења ресурса подземних вода и геотермалне топлоте на територији Републике Србије,
1. израду пројеката и студија из области геодиверзитета и геоекологије;

1. остале стручне активности: Унос података добијених геолошким истраживањима у форму Геолошког информационог система Србије.[3]

## Функционисање Геолошке службе у систему цивилне одбране

### Геолошки завод и систем цивилне одбране
Систем цивилне одбране Републике Србије подразумева интегрисани систем који има бројне елементе и подсистеме који представљају саставни део његове структуре. То подразумева све ресурсе, материјалне и људске, који се мобилушу како би се остварила функција цивилне одбране. У оквиру подсистема цивилне одбране налази се и систем осматрања, раног упозоравања, обавештавања и узбуњивања, овим системом се индетификују опасности, прикупљају се подаци, анализирају се и доносе се процене о потенцијалним удасима, елементарним непогодама и несрећама како би се на време обавестили појединци или заједница о постојању извесне опасности у циљу избегавања или умањивања потенцијалних последица. У овом систему узбуњивање се јавља као једна од основних функција а подразумева хитно информисање јавности о постојању непосредне опасности или опасности која је већ наступила.
Субјекти система осматрања, раног упозоравања, обавештавања и узбуњивања су:
- Служба 112,
- Органи државне управе,
- Полиција,
- Војска Србије,
- Привредна друштва, службе од јавног интереса и друга правна лица[4]

Под привредним друштвима и јавним службама мисли се пре свега на кључне организације које прате велики број параметара природних промена. Поред служби које прате промене 24/7 постоје и службе које повремено прате и извештавају и промени параметара у природи између осталог то је и Геолошки завод.
Геолошка служба у функцији система цивилне одбране врши следеће друге делатности:
- Заштитна делатност
- Истраживачка делатност
- Делатност израде карти[6]

Заштитна функција геолошке службе је пре свега превентивна и подразумева редовне активности ка контроли квалитета медија (земље, воде и ваздуха). Ове активности обавља сектор за општу геологију, конкретно одсек за геоекологију. У овом одсеку се обављају активности попут:
- Геохемијска проучавања животне средине и израда геохемијских и геоеколошких карата,
- Истраживање хемијских и физичких квалитета медија геолошке средине,
- Утврђивања и елиминације штетних утицаја природних и техногених процеса на геолошку и животну средину,
- Истраживање процеса и појава, истраживања у циљу процене неопходности и препорука метода побољшања деградираних медија,
- Стратешка, регионална, геоеколошка истраживања у циљу дефинисања оптерећења геолошке средине,
- Оптимална истраживања у организацији одрживог коришћења и заштите геолошких феномена
- Припрему и спровођење стратешких докумената, планова и истраживачких програма у области геоекологије[7]

Истраживачка делатност представља најважнију делатност Геолошког завода и она се обавља у више различитих сектора и на различитим нивоима. То може подразумевати истраживање у оквиру одсека за геоекологију или одељења за карту, у оквиру сектора за сектора за истраживање лежишта минералних сировина истраживање се обавља у одељењу за металичне минералне сировине као и у другим одељењима у оквиру овог сектора.
- Израда карти се обаља у сектору за општу геологију у оквиру одељења за карте а послови који се обављају су :
- Израду и штампање основних геолошких, формацијских, литостратиграфских, структурно-тектонских, геоморфолошких, специјалистичких и других карата размере 1:25.000 и ситније размере,
- Истраживања геолошких формација и сировински перспективних простора,
- Палеографска интерпретација средине стварања седимената,
- Истраживања геотектонских процеса и реконструкцију кретања литосферних плоча кроз геолошку историју и геотектонску реконструкцију структура у горњој кори у смислу планетарних кретања у домену астеносфере,
- Анализа и интерпретација методама даљинске детекције,
- Припрему стратешких докумената, планова и истраживачких програма из области геолошког картирања,
- Реализацију научно-истраживачких пројеката,
- Издавачку делатност и формирање часописа од међународног значаја,
- Преглед и одредба препарата за палеонтологију и палинологију.[7]

Посебно место у Геолошком заводу заслужује Геолошки информациони систем Републике Србије који је пројектован, првенствено, са намером ефикасног дигиталног архивирања геолошких и њима сродних података. Геолошки информациони систем Србије представља основу за чување геолошких података у дигиталном облику, једноставније руковање подацима, лакши преглед постојећих података. Систем подржава дистрибуирани рад корисника на удаљеним локацијама и на терену, за који се припремају реплике у personal geodatabase формату. ГеолИСС корисницима омогућава интерактивно креирање упита, анализу просторних и осталих података, ажурирање података, карата и приказ резултата.
У оквиру националне стратегије заштите и спасавања у ванредним ситуацијама постоји посебан део који се односи на клизишта и одроне на падинама и косинама а чије се индетификовање и праћење налази између осталог у надлежности Геолошког завода а санација у оквиру Министарства животне средине, рударства и просторног планирања. На територији Републике Србије око 25% територије је захваћено клизиштима и одронима због чега је важно дефинисање ових појава у оквиру стратегије како би се увремењеним превентивним активностима смањила материјална штета и избегло потецијално угрожање становништва. Оно што је неопходно при дефинисању оваквих појава је:
- изучити појаве са највећим масама, односно потенцијалном енергијом и на бази тога извршити процену опасности од њих - ризик клижења и одроњавања. То је основ за предузимање одређених превентивних мера, како би се умањиле последице које изазивају клизишта,
- са инжењерско-геолошког становишта, урађена је наменска карта на којој је извршена категоризација стенских маса, која омогућава издвајање одговарајућих модела терена (конструкција терена), који су веома погодни за дефинисање хазарда клижења, односно процену ризика од појава нестабилности.[9]

Посебно је за похвалу пројекат ,,BEWARE’’ који је Геолошки завод и Рударско-геолошки факултет у сарадњи са државом Јапан и УНДП-ом реализовао. Циљеви овог пројекта су:
- Темељни допринос методологији прикупљања, обраде и допуне-израде базе података о клизиштима кроз хармонизацију и стандардизацију података- евидентирање клизишта у 27 циљних општина,
- израда карте хазарда и ризика,
- Ојачани државни органи, пре свега Министарство рударства и енергетике и Геолошки завод, за редовно праћење клизишта у складу са добром праксом и ЕУ директивама,
- BEWARE (ГИС) веб портал који представља платформу за пријаву клизишта,
- Ојачани, кадровски и материјално – технички капацитети 27 општина да редовно прате и региструју клизишта на својим територијама, чиме активно учествују у допуни националне базе података о клизиштима (катастар клизишта).[10]